# 스켈리턴 트윈스
《스켈리턴 트윈스》(영어: The Skeleton Twins)는 미국에서 제작된 크레이그 존슨 감독의 2014년 코미디 드라마 영화이다. 빌 헤이더, 크리스틴 위그 등이 출연하였고, 스테퍼니 랭호프 등이 제작에 참여하였다.

## 줄거리
10년간 서로 보지 않고 지낸 쌍둥이 남매 마일로와 매기는 마일로가 자살 시도를 해 로스앤젤레스 병원에 실려간 것을 계기로 재회한다. 매기는 마일로에게 당분간 뉴욕 나이액에 있는 어릴 적 집에서 같이 지낼 것을 제안한다.
매기는 다정한 남편 랜스가 있음에도 행복하지 않고 세 번째 불륜 상대인 빌리와 만나는 중이며, 아이를 가지려고 노력하는 척하면서 실은 피임약을 먹고 있다. 게이인 마일로는 15살 때 관계를 가졌던 옛 고등학교 영어 교사 리치와 다시 만나기 시작한다.
남매는 이제 자신들의 망가진 삶을 직시하고 진실되게 사는 법을 배우고 앞으로 나아가야만 한다.

## 출연
- 빌 헤이더 - 마일로 딘 역
- 크리스틴 위그 - 매기 딘 역
- 루크 윌슨 - 랜스 역
- 타이 버렐 - 리치 레빗 역
- 보이드 홀브룩 - 빌리 역
- 조애나 글리슨 - 주디 딘 역
- 캐슬린 로즈 퍼킨스 - 칼리 역
- 폴 캐스트로 주니어 - 에릭 역
- 제니퍼 러플러

## 기타 제작진
- 배역: 에이비 코프먼